# Bracieux
Bracieux ist eine französische Kleinstadt mit 1.341 Einwohnern (Stand: 1. Januar 2022) im Département Loir-et-Cher in der Region Centre-Val de Loire; sie gehört zum Arrondissement Blois und zum Kanton Chambord. 

## Geographie
Die Stadt Bracieux liegt etwa 17 Kilometer ostsüdöstlich von Blois am Fluss Beuvron in der seenreichen Landschaft Sologne. Umgeben wird Bracieux von den Nachbargemeinden Neuvy im Norden und Osten sowie Tour-en-Sologne im Süden, Westen und Nordwesten. Durch die Gemeinde führt die frühere Route nationale 723.

## Bevölkerungsentwicklung
| Jahr                       | 1962 | 1968 | 1975 | 1982 | 1990 | 1999 | 2011 | 2021 |
| Einwohner                  | 793  | 829  | 1011 | 1142 | 1157 | 1158 | 1252 | 1331 |
| Quellen: Cassini und INSEE |      |      |      |      |      |      |      |      |

## Sehenswürdigkeiten
- Kirche Saint-Nicaise aus dem 17. Jahrhundert
- alte Markthalle aus dem 16. Jahrhundert
- Wasserturm

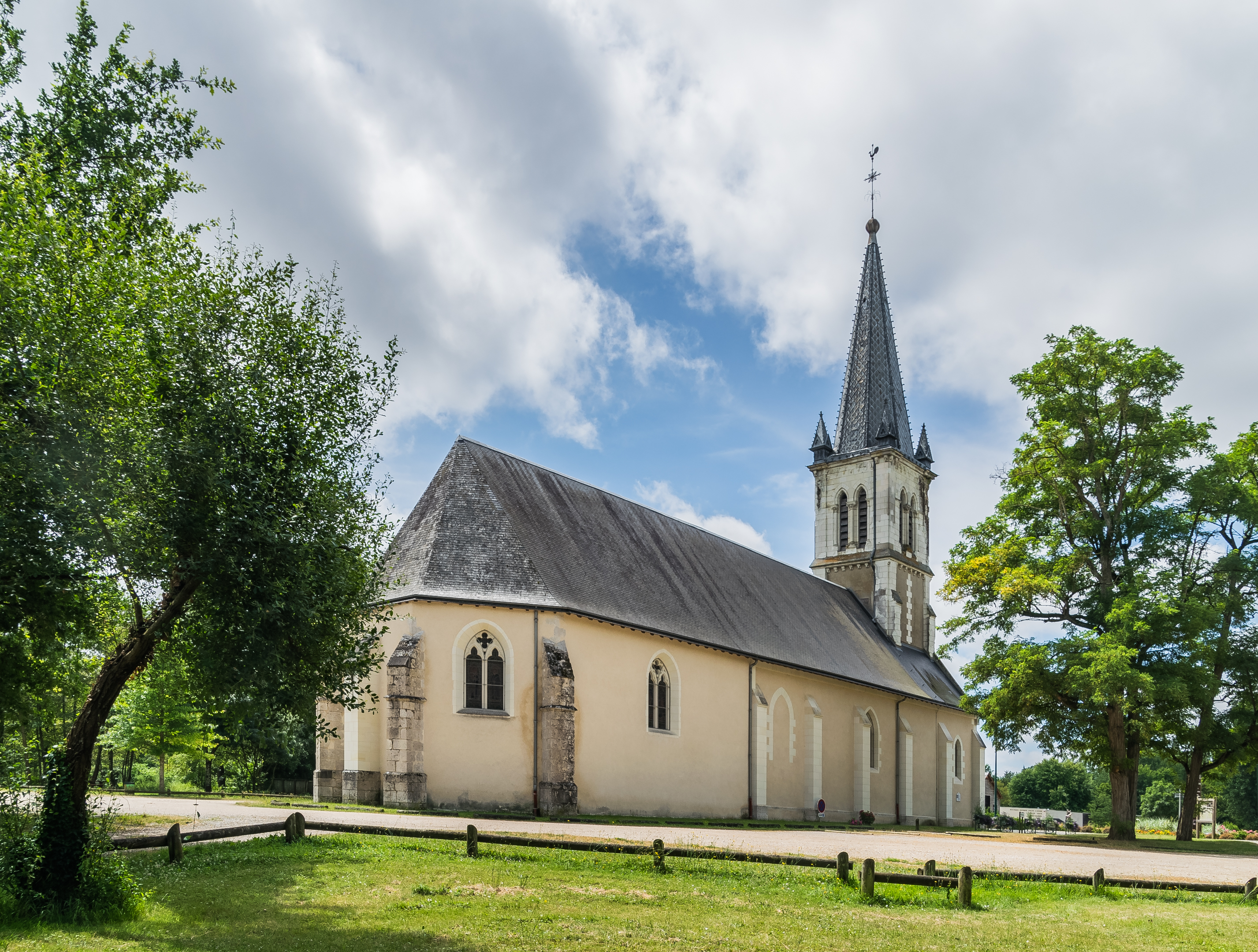
Kirche Saint-Nicaise
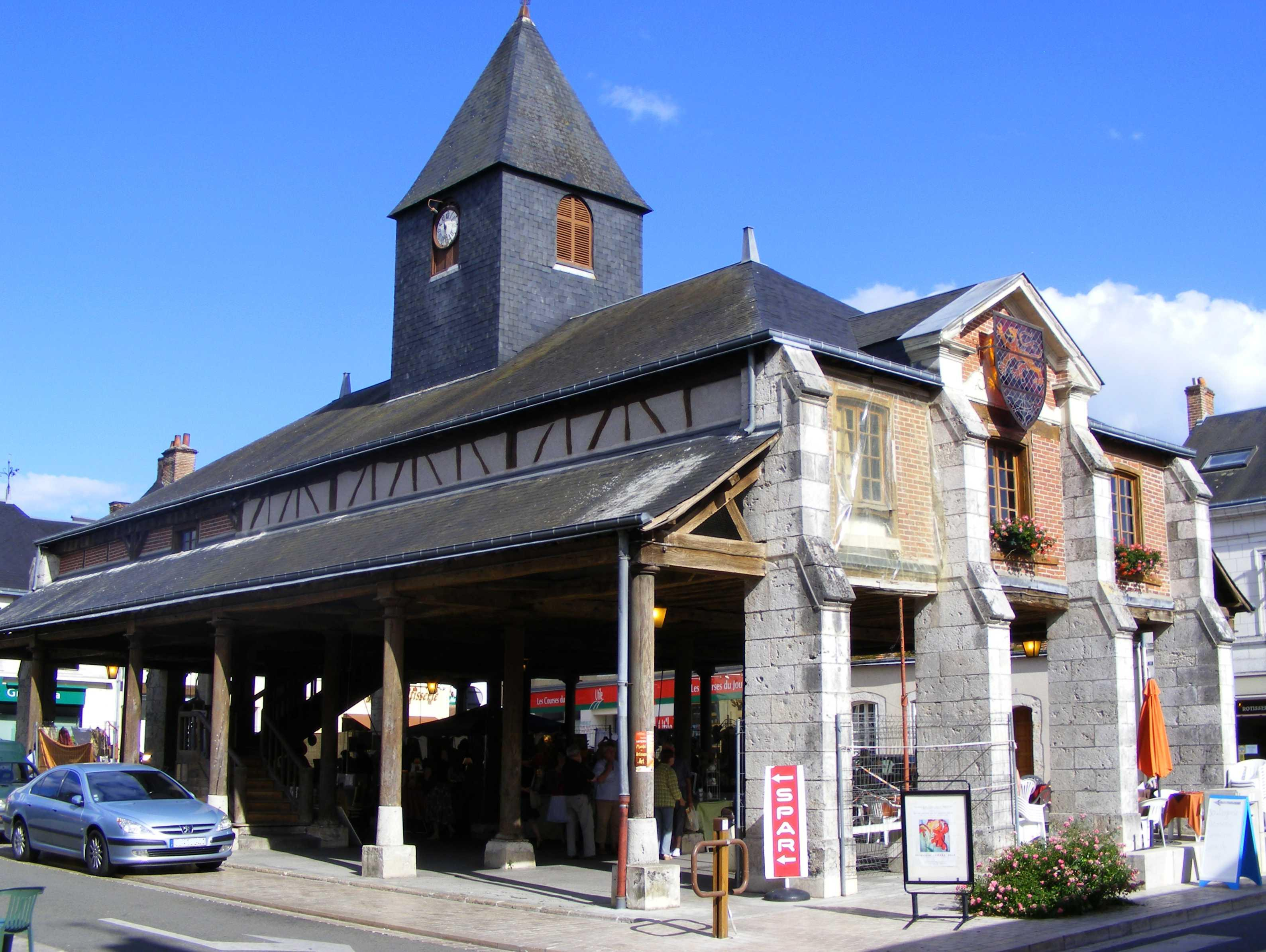
Alte Markthalle